# 1991 RY8
1991 RY8 är en asteroid i huvudbältet som upptäcktes den 11 september 1991 av den amerikanske astronomen Henry E. Holt vid Palomarobservatoriet.
Asteroiden har en diameter på ungefär 3 kilometer.